# 2015年米卻肯州槍戰
2015年米卻肯州槍戰，是指發生於2015年5月22日，於墨西哥米卻肯州的槍戰。槍戰的起因是當地的墨西哥聯邦警察車隊，在行經米卻肯州與哈利斯科州交界的但瓦托市（Tanhuato）時，遭遇武裝平民伏擊，於是警方立刻開槍還擊，槍戰爆發。這場槍戰歷時約3小時，結果造成58名嫌犯與一名警察死亡，另有3名嫌犯被逮捕。
米卻肯州州長Salvador Jara在接受記者訪問時稱，嫌犯「非常可能」是米卻肯州的販毒團體哈利斯科新生代贩毒集团。